# Rui Pedro
Rui Pedro Couto Ramalho, noto semplicemente come Rui Pedro (Vila Nova de Gaia, 2 luglio 1988), è un ex calciatore portoghese, di ruolo centrocampista.

## Palmarès

### Club

#### Competizioni nazionali
- Campionato rumeno: 1

CFR Cluj: 2011-2012